# Karel Eduard Rainold
Karel Eduard Rainold, psán též Carl nebo Karl (1790 – 1835 Praha) byl německý rytec žijící v Praze, vydavatel časopisu Hyllos.

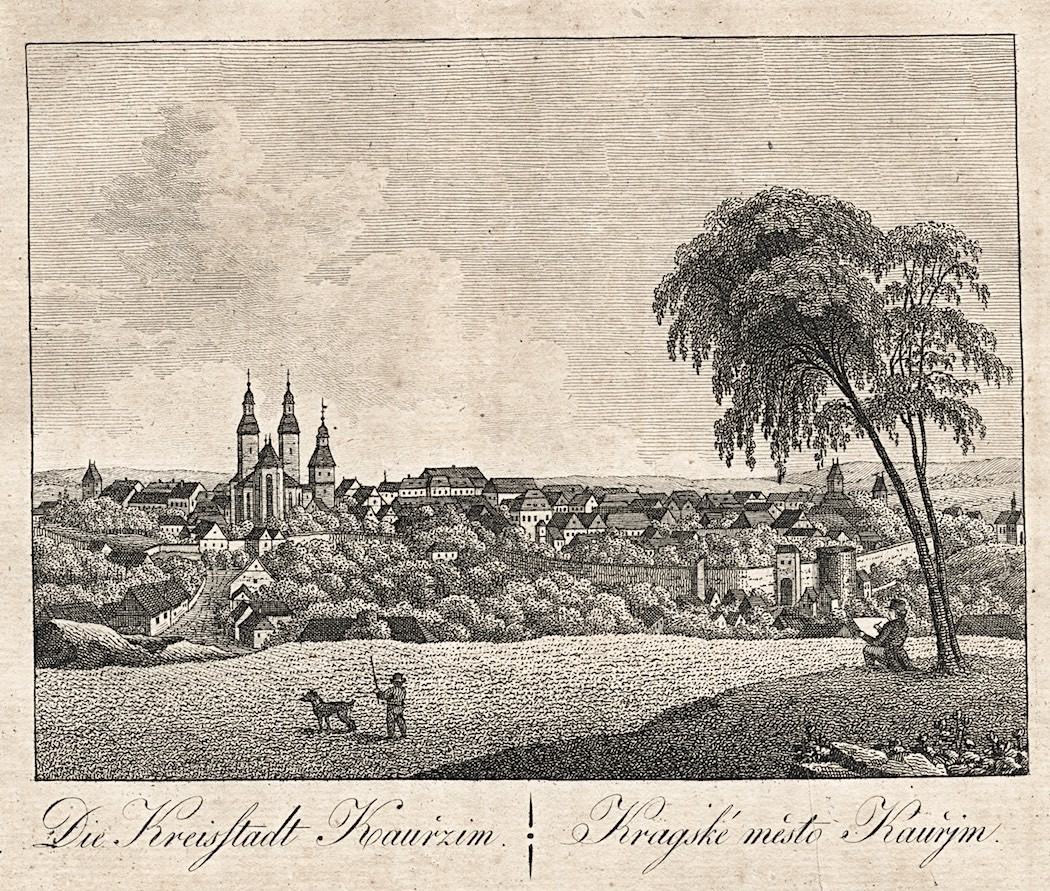
Kouřim (reprodukce Hyllos, vydavatel K. E. Rainold, 1820)

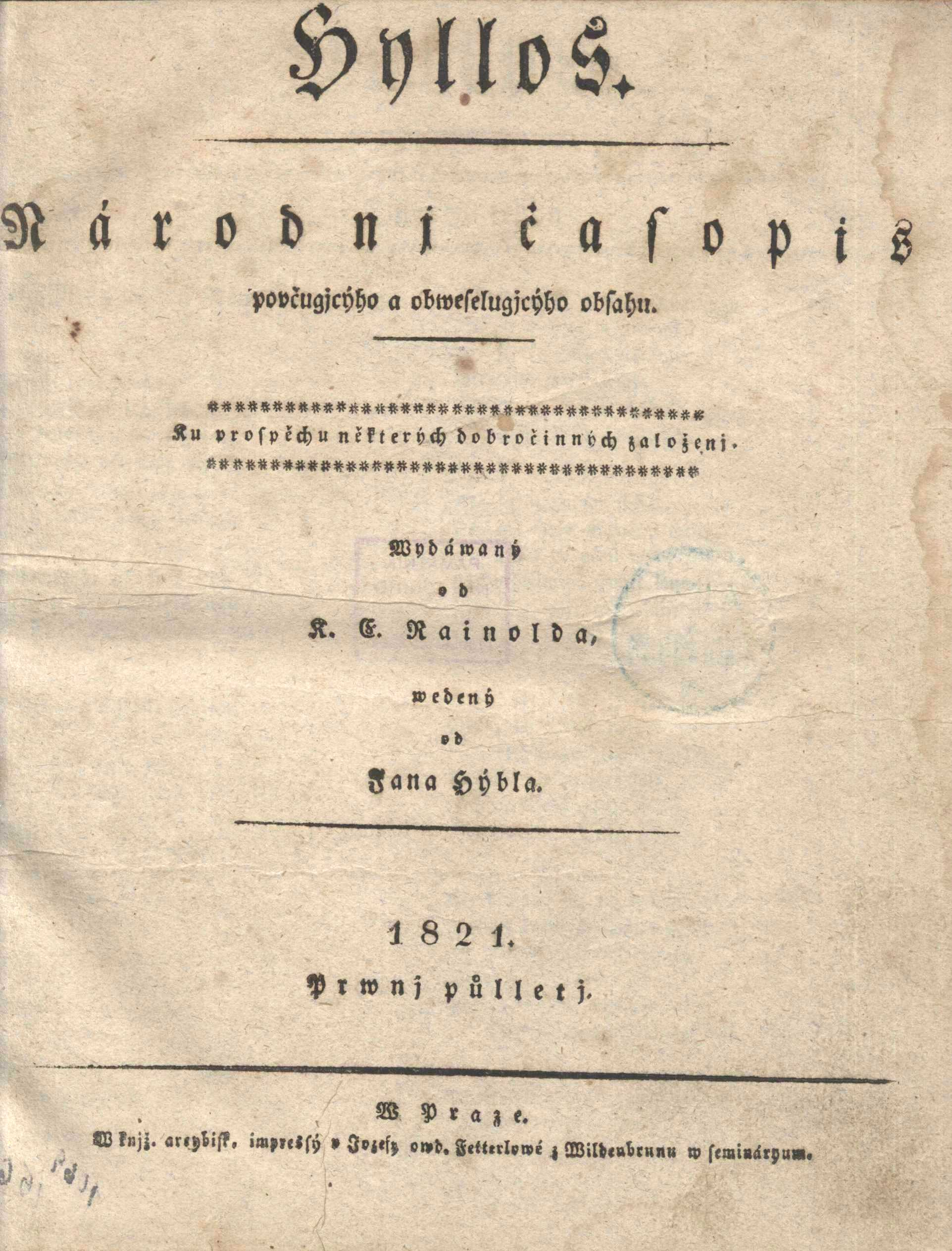
Časopis Hyllos, 1821, titulní strana

## Život
Narodil se v Gnadenbergu (dnes Godnów, část obce Kruszyn) v tehdejším pruském Slezsku (dnes Polsko, Dolnoslezské vojvodství).
Po ukončení studií se věnoval obchodu. Roku 1806 nastoupil jako dobrovolník do pruské armády, později podnikl cesty do Itálie, Švýcarska a Francie. V roce 1909 přesídlil do Vídně, kde byl zaměstnán v armádě. Po roce 1812 vojenskou službu opustil a usídlil se v Praze.
V Praze též zemřel.

## Dílo
V roce 1819 začal v Praze vydávat časopis Hyllos. Časopis, který vycházel česky a německy, plným titulem Hyllos: vermischte Aufsätze, belehrenden und unterhaltenden Inhalts, mit Kupfern, Karten und Musikalien (česky dobovým pravopisem Hyllos : národnj časopis povčugjcýho a obweselugjcýho obsahu). Jako přílohu měl grafiky – veduty a mapy, shodné v obou jazykových verzích. Německá verze vycházela v letech 1819–1822, česká 1820–1821.
Vydával též mapy Františka Jakuba Jindřicha Kreibicha (1759-1833).
Poté, co vydávání Hyllosu ukončil, založil časopis nový, s titulem Erinnerungen an merkwürdige Gegenstände und Begebenheiten (Vzpomínky na pozoruhodná témata a události). Časopis vycházel opět s přílohami a Rainold vydal do své smrti 15 čísel. Rytiny představovaly vynikající předměty, méně často osobnosti. Podařilo se mu dosáhnout nákladu 5 000 kusů.
Byl vydavatelem i dalších publikací, např. přehledu poštovních spojení a tarifů. Redaktorem časopisů byl Jan Hýbl.